# 初恋 (猿岩石の曲)
「初恋」（はつこい）は日本のお笑いコンビ、猿岩石の9枚目のシングル。1998年6月24日にHEAT WAVE（現・日本コロムビア）からリリース。

## 解説
JUDY AND MARYのTAKUYAが音楽プロデュース。
TBS系「愛のヒナ壇」エンディング・テーマ。
カップリング曲「明日の夜は何してますか?」は東京シティ競馬1998年キャンペーンソング。
これまでの猿岩石のCDジャケットとは異なり、モノクロームの写真が採用されている。

## 収録曲
1. 初恋（4:33）
  - 作詞・作曲：TAKUYA  編曲：ROBOTS
2. 明日の夜は何してますか?（5:09）
  - 作詞：高井良斉（秋元康）　作曲：島野聡　編曲：柿崎洋一郎
3. 初恋（オリジナル・カラオケ）（4:33）
4. 明日の夜は何してますか?（オリジナル・カラオケ）（5:09）

## 収録作品
- ゴールデン☆ベスト〜白い雲のように〜 M-1